# Désert des Pinacles

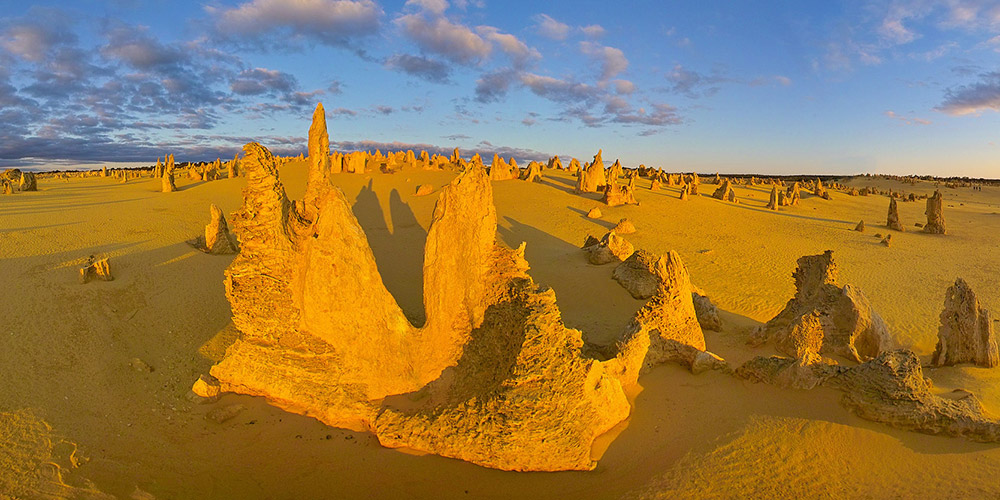
Vue sur une partie du désert des Pinacles.

Le désert des Pinacles (Pinnacles Desert) est un ensemble de formations calcaires situé dans le parc national de Nambung, en Australie-Occidentale. Il doit sa célébrité à ses milliers de concrétions rocheuses calcaires, menhirs naturels de taille et de formes variées, qui surgissent du sol et dont les plus hautes peuvent atteindre quatre mètres.

## Formation

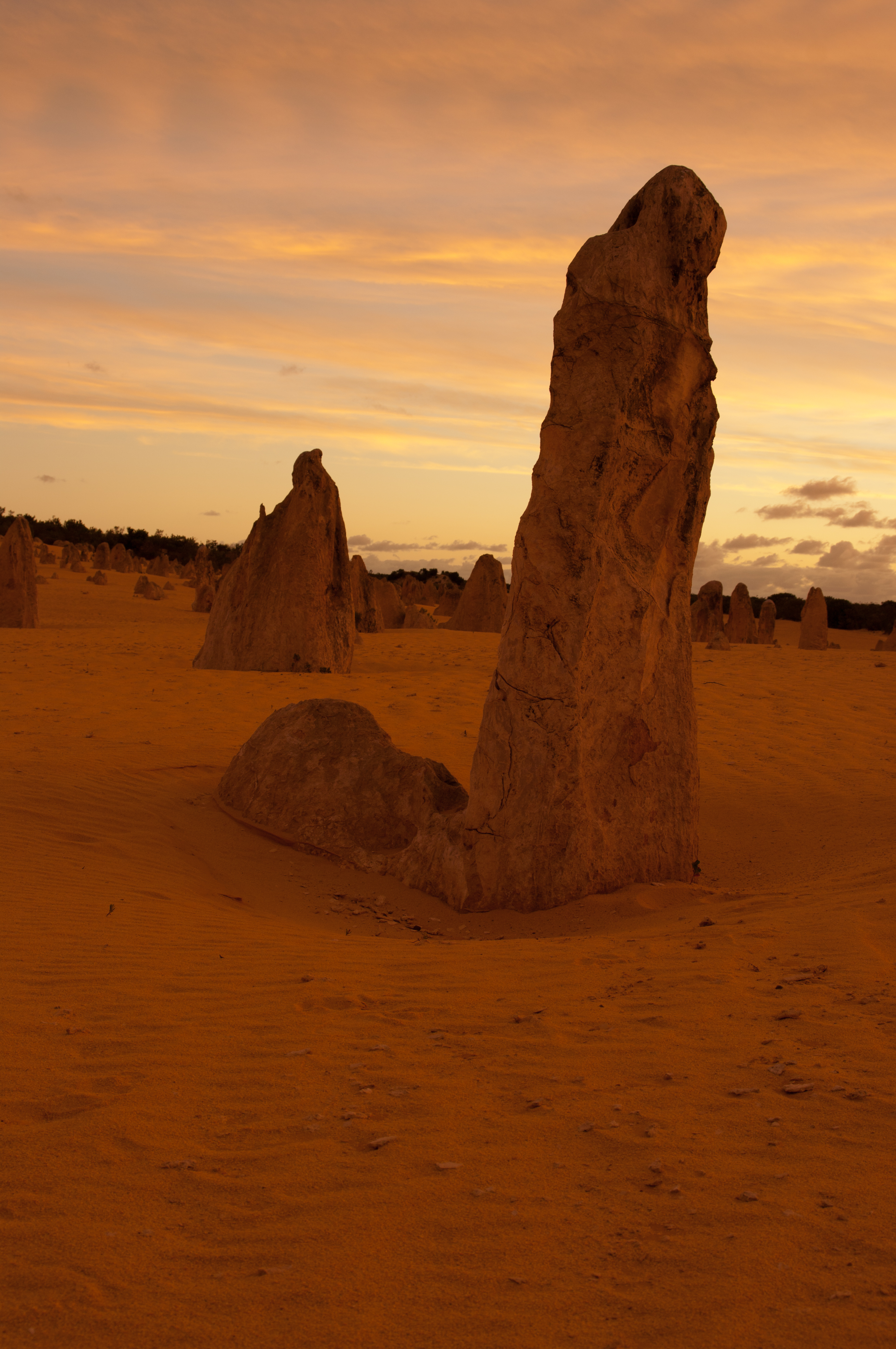
Coucher de soleil sur le désert.

Le matériau brut du calcaire provient de coquilles d'êtres marins. Ces coquilles ont été réduites en sables riches en carbonates, ces derniers ont par la suite formé des dunes de sable très mobiles. La manière dont s'est formé le matériau brut est encore sujette à débat. Trois théories existent pour expliquer la formation.
La première théorie avance qu'ils se sont formés en tant que vestiges de dissolution du calcaire Tamala (un calcaire éolianite courant sur les côtes à l'ouest de l'Australie-Occidentale ; ils sont apparus après une période de karstification (érosion hydrochimique et hydraulique de roches solubles). Des solutions ont formé de petites dépressions, prenant essentiellement la forme de petits tuyaux verticaux, qui ont progressivement grossis pour atteindre la taille des concrétions rocheuses actuelles. Quelques concrétions sont aussi composées de remplissages vides cimentés (des microbialites ou du sable à nouveau déposé), qui résistent mieux à l'érosion ; même pour ces concrétions, la dissolution a joué un rôle majeur,.
Une seconde théorie affirme que les concrétions ont été formées à la suite de la conservation d'arbres qui ont coulé puis été enterrés dans les éolianites costaux ; leurs racines ont servi de conduites d'eau souterraine, circulation qui a provoqué la précipitation de calcrètes (ou caliches) indurés. L'érosion éolienne des éolianites qui a suivi a exposé les piliers de calcrète.
Une troisième théorie avance plutôt que les plantes ont joué un rôle majeur dans la création des concrétions, modèle qui s'inspire de la théorie qui explique la formation de racines tubulaires (root casts) ailleurs dans le monde. La transpiration faisant diffuser l'eau dans le sol vers les racines, les nutriments et d'autres minéraux dissous montent vers les racines — un processus qui peut accumuler un excédent de nutriments à la surface des racines s'ils excèdent la capacité d'absorption des racines. Dans les sables éoliens costaux, qui comprennent de grandes quantités de calcium (qui se trouvait dans les coquilles marines), la circulation de l'eau vers les racines amène également le calcium à la surface des racines. La concentration de ce calcium aurait augmenté au point où il a été transformé en calcrète. Lorsque les racines sont mortes, l'espace qui était occupé par celles-ci a été rempli ensuite par un matériau à base de carbonate dérivé du calcium qui se trouvait dans les tissus des racines, et peut-être de l'eau qui pénètre les structures (lixiviation). Bien que cette explication soit valide pour la formation des racines tubulaires d'Afrique du Sud, aucune preuve ne soutient cette théorie pour la formation des concrétions du désert des Pinacles.

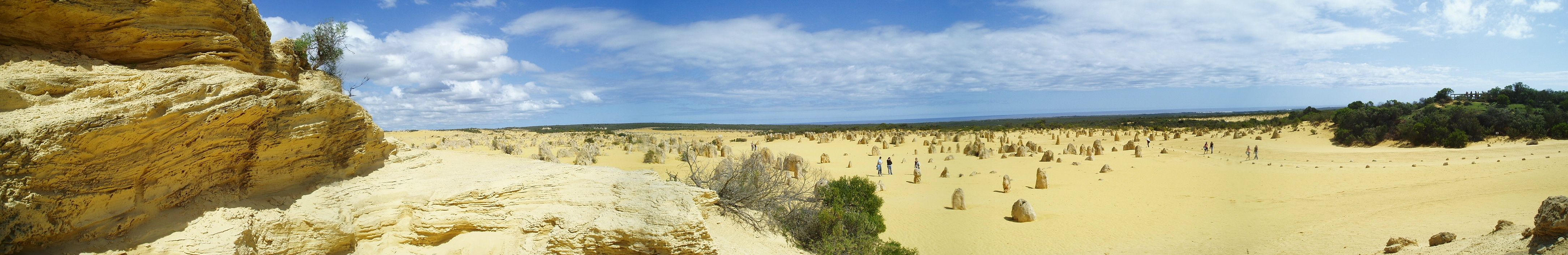
Le désert des Pinacles.

## Faune et flore
Le Kangourou gris broute la végétation du parc, habituellement tôt le matin. Les Kangourous sont jugés calmes, au point où des touristes peuvent s'en approcher en avançant lentement. Les Cacatoès de Baudins et les Émeus d'Australie sont courants dans le parc. Les reptiles comme le Scinque rugueux, le Varanus gouldii et le Morelia spilota (variété de python) ont aussi été aperçus dans le parc.
La flore comprend entre autres Santalum acuminatum, Anthocercis, Banksia sessilis, Banksia attenuata, Banksia menziesii et Banksia prionotes.

## Tourisme
Le désert des Pinacles est resté relativement peu connu des Australiens jusqu'en 1967 quand il a été classé aire protégée, puis regroupé avec deux autres aires protégées pour former le parc national de Nambung en 1994.
Le parc a accueilli environ 150 000 visiteurs pendant l'année 2001. Le Pinnacles Desert Discovery Centre, qui a ouvert ses portes en 2008, est un centre d'interprétation sur les processus naturels qui ont mené à la création du désert des Pinacles et sur la biodiversité de la région.
Le meilleur moment pour visiter le désert des Pinacles est d'août à octobre, car les températures diurnes sont douces et les plantes commencent à fleurir (saison printanière à cette époque).